# Pescenni Fest
Pescenni Fest (llatí: Pescennius Festus) va ser un historiador romà esmentat per Lactanci a propòsit d'uns sacrificis humans que es feien a Cartago. Sembla que la seva obra seria un recull de fets o històries, atès que Lactanci li dona el nom de satura, que significa 'miscel·lània'. Per altra banda, la Història Augusta esmenta un Pescenni Fest entre els senadors romans condemnats a mort per Septimi Sever l'any 197; és possible que es tracti del mateix personatge, però també es pot tractar d'un error dels manuscrits (i llavors es tractaria de dos senadors diferents, un de nom Pescenni i l'altre Fest).